# باچایا
باچایا (به لاتین: Bachaia) یک منطقهٔ مسکونی در بنگلادش است که در ناحیه چاندپور واقع شده‌است.